# Tusayan
Tusayán es un lugar designado por el censo ubicado en el condado de Coconino en el estado estadounidense de Arizona. En el Censo de 2010 tenía una población de 558 habitantes y una densidad poblacional de 24,19 personas por km².

## Geografía
Tusayán se encuentra ubicado en las coordenadas 35°57′42″N 112°8′36″O / 35.96167, -112.14333. Según la Oficina del Censo de los Estados Unidos, Tusayán tiene una superficie total de 23.07 km², de la cual 23.07 km² corresponden a tierra firme y (0%) 0 km² es agua.

## Demografía
Según el censo de 2010, había 558 personas residiendo en Tusayán. La densidad de población era de 24,19 hab./km². De los 558 habitantes, Tusayán estaba compuesto por el 50% blancos, el 0.36% eran afroamericanos, el 8.06% eran amerindios, el 6.45% eran asiáticos, el 0.36% eran isleños del Pacífico, el 29.93% eran de otras razas y el 4.84% pertenecían a dos o más razas. Del total de la población el 40.68% eran hispanos o latinos de cualquier raza.